# Sambatiemoro Traoré
Sambatiemoro Traoré foi um nobre senufô da dinastia Traoré ativo durante o reinado dos famas Molocunanfá (r. 1862–1866), Tiebá (r. 1866–1893) e Babemba (r. 1893–1898).

## Vida
Sambatiemoro era filho de Molocunanfá (r. 1862–1866). Quando tinha 10 anos, foi capturado e levado cativo para Prempa por Fafá de Quiniam, inimigo de seu pai, e em resposta seu tio Tiebá capturou o filho de Fafá e levou para Sicasso, impelindo-o a entrar em negociação. Aparentemente esteve presente no Cerco de Sicasso de 1887 conduzido por Samori Turé do Império de Uassulu. Mais adiante, sob Babemba (r. 1893–1898), comumente usou como residência a vila de Sagaba, mas abandonou-a ao se rebelar contra a autoridade do Reino de Quenedugu em 1895-1896. Entre fevereiro e março de 1898, foi confiado, junto de outros oficias, com o comando da expedição contra os miniancas. Ele também estava presente no Cerco de Sicasso de 1898 conduzido pelos franceses e por ter um caráter pacífico sugeriu a submissão, mas a proposta foi recusada.